# Rotmusseron
Rotmusseron (Calocybe constricta) är en svampart som först beskrevs av Elias Fries, och fick sitt nu gällande namn av Kühner ex Singer 1962. Calocybe constricta ingår i släktet Calocybe och familjen Lyophyllaceae.   Inga underarter finns listade i Catalogue of Life.
I den svenska databasen Dyntaxa används istället namnet Tricholomella constricta för samma taxon.  Arten är reproducerande i Sverige.